# Oncerotrachelus
Oncerotrachelus is een geslacht van wantsen uit de familie van de Reduviidae (Roofwantsen). Het geslacht werd voor het eerst wetenschappelijk beschreven door Carl Stål in 1868.

## Soorten
Het genus bevat de volgende soorten:

- Oncerotrachelus acuminatus (Say, 1832)
- Oncerotrachelus amazonensis Gil-Santana, 2013
- Oncerotrachelus conformis Uhler, 1894
- Oncerotrachelus coxatus McAtee & Malloch, 1923
- Oncerotrachelus cubanus Bruner & Barber, 1937
- Oncerotrachelus fuscus Monte, 1943
- Oncerotrachelus geayi Villiers, 1943
- Oncerotrachelus lynchii (Berg, 1879)
- Oncerotrachelus magnitylus Barber, 1931
- Oncerotrachelus nasutus (Bergroth, 1913)
- Oncerotrachelus pallidus Barber, 1922
- Oncerotrachelus paraconformis Gil-Santana, 2013
- Oncerotrachelus sabensis Cobben & Wygodzinsky, 1975
- Oncerotrachelus spiniventris Hussey, 1953